# Escut d'Albinyana
L'escut oficial d'Albinyana té el següent blasonament:
Escut caironat: d'or, un dextrogir vestit empunyant una espasa de sable, acompanyat a la punta d'un cor de gules. Per timbre una corona mural de poble.

## Història
Va ser aprovat el 20 de febrer de 1987.
El braç empunyant l'espasa i el cor són els senyals tradicionals de l'escut del poble, i potser fan al·lusió al patró local, sant Bartomeu, el martiri del qual fou ser escorxat i decapitat.